# Kerling-lès-Sierck
Kerling-lès-Sierck (deutsch Kerlingen, lothringisch Kiirléngen) ist eine französische Gemeinde mit 608 Einwohnern (Stand 1. Januar 2022) im Département Moselle in der Region Grand Est (bis 2015 Lothringen).

## Geografie
Die Gemeinde Kerling liegt, etwa 14 Kilometer nordöstlich von Thionville und neun Kilometer südlich des Dreiländerecks Frankreich-Luxemburg-Deutschland. Zur Gemeinde gehören auch die beiden östlich gelegenen Weiler Freching (Freckingen) und Haute Sierck (Obersierck).

## Geschichte
Das Dorf gehört seit 1661 zu Frankreich, im Mittelalter gab es hier ein Kloster.
Bis 1955 lautete der amtliche französische Ortsname schlicht Kerling. Durch die Bestimmungen im Vertrag von Vincennes kam Sierck „mit seinen dreißig Dörfern“ (dabei auch Freckingen, Obersierck und Kerlingen) 1661 zu Frankreich.
Im Gemeindewappen spiegeln sich die ehemaligen Herrschaften über Kerling: heraldisch rechts die Insignien der Propstei von Sierck, links die der Abtei Sankt Arnulf.

### Bevölkerungsentwicklung
| Jahr      | 1962 | 1968 | 1975 | 1982 | 1990 | 1999 | 2007 | 2019 |
| Einwohner | 411  | 447  | 422  | 408  | 384  | 439  | 500  | 598  |

## Sehenswürdigkeiten

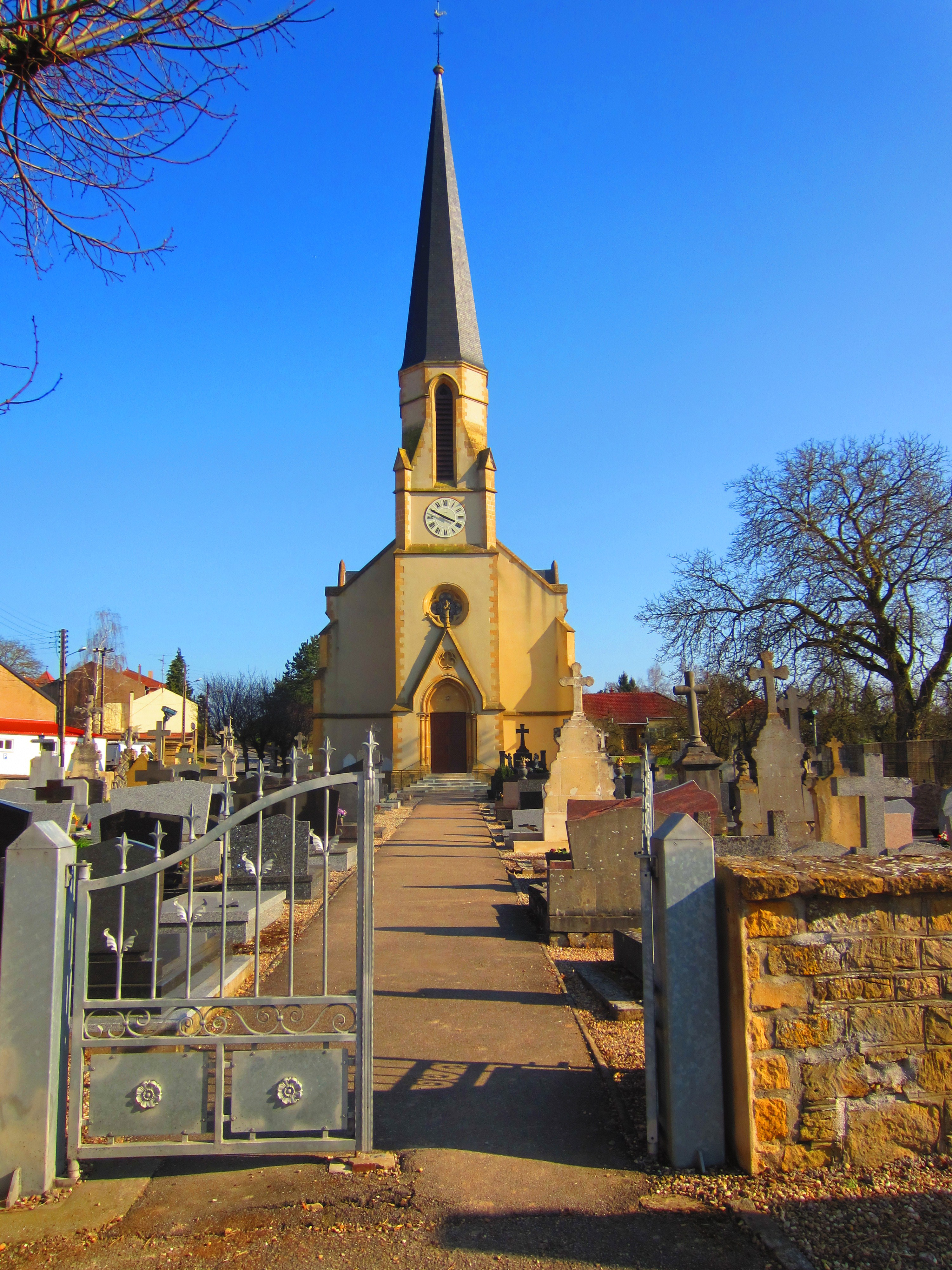
Kirche Saint-Jean-Baptiste
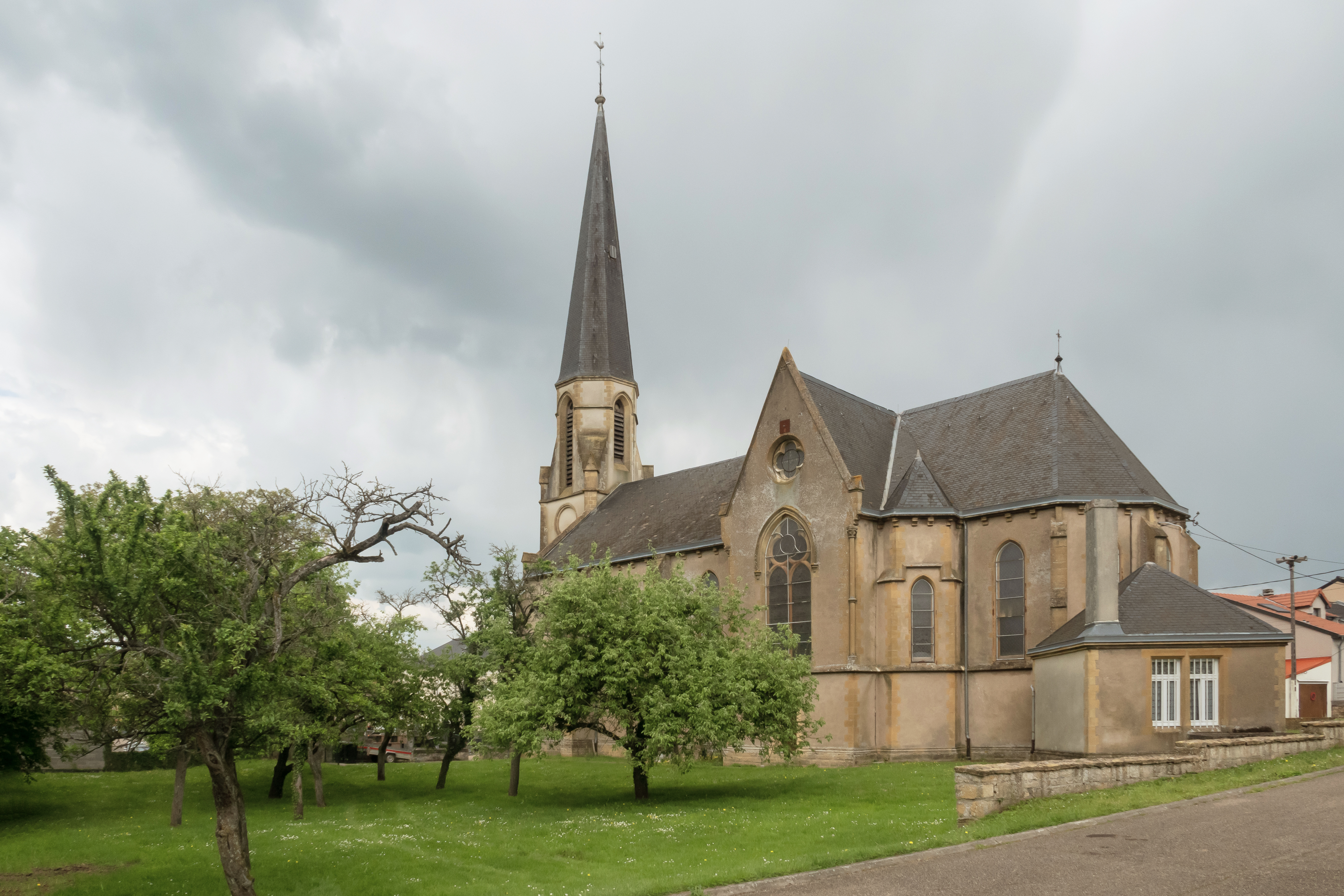
Kirche: l’église Saint-Jean-Baptiste
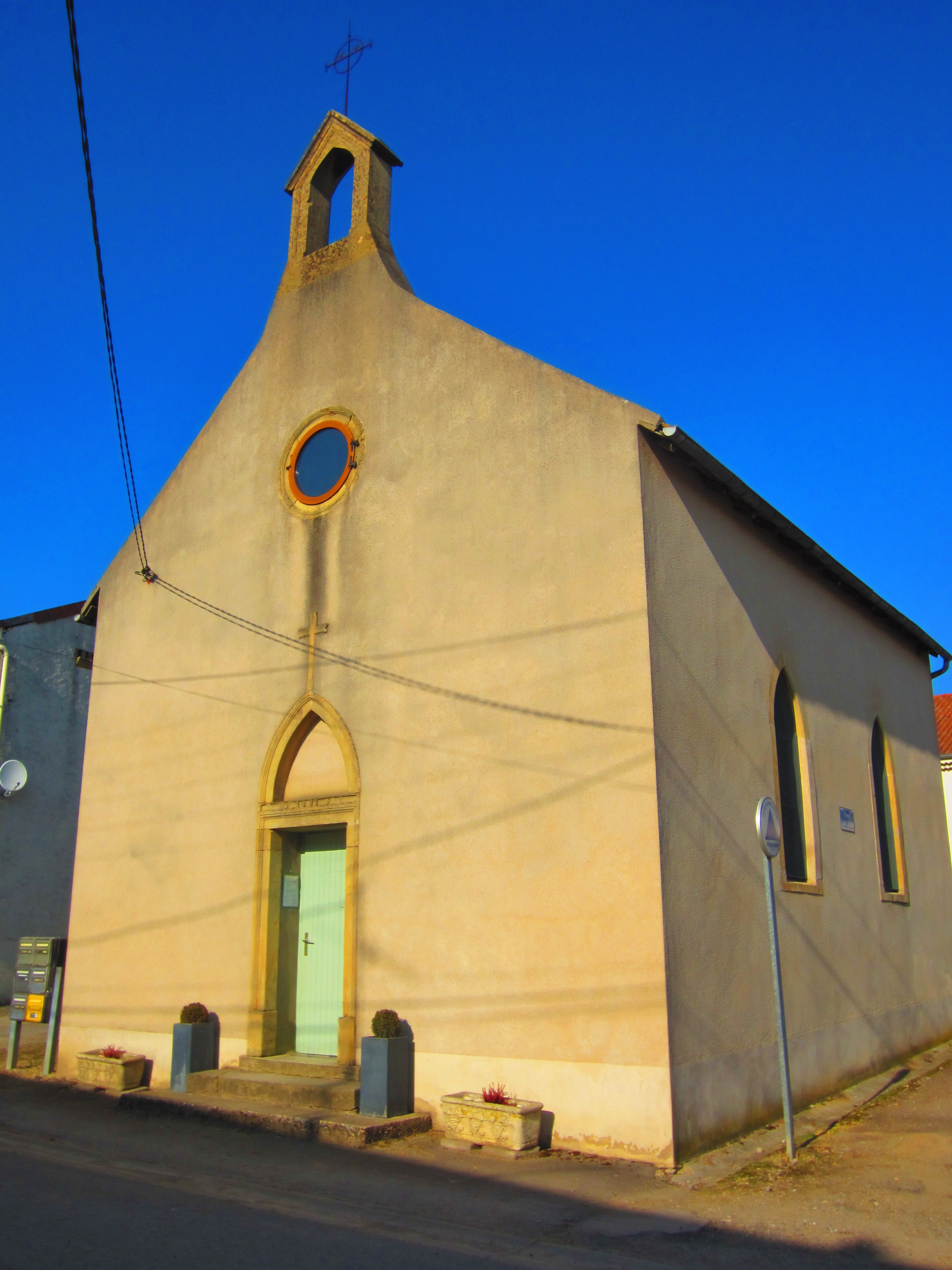
Kapelle Saint-Joseph im Ortsteil Freching
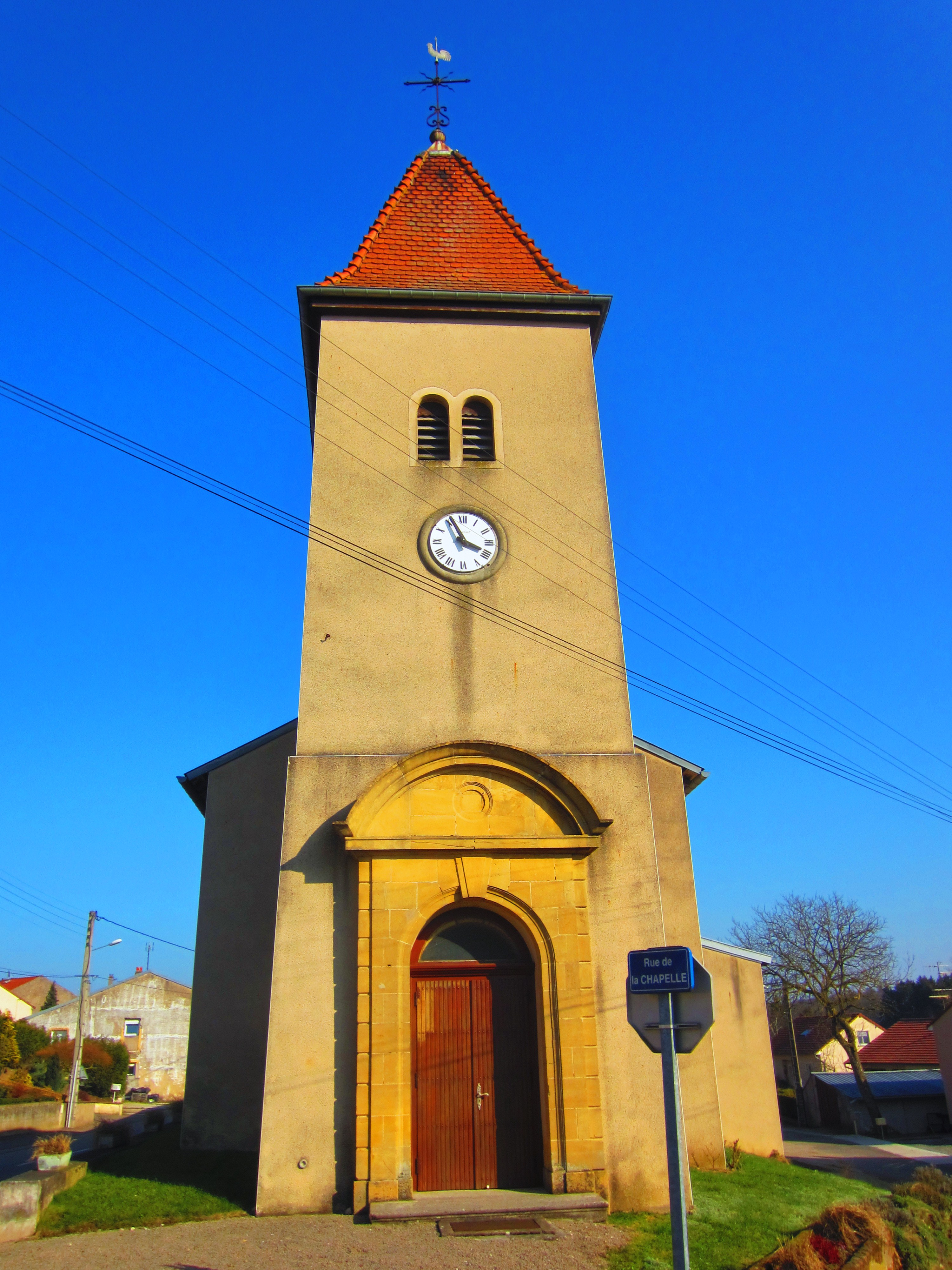
Kapelle Saint-Nicolas im Ortsteil Haute Sierck

## Belege
1. ↑  Wappenbeschreibung auf genealogie-lorraine.fr (französisch)